# Fridafors naturreservat
Fridafors naturreservat är ett naturreservat i Tingsryds kommun i Småland (Kronobergs län).
Reservatet är skyddat sedan 2021 och är 47 hektar stort. Det är beläget just norr om Fridafors på båda sidor om Mörrumsån och består av en stor andel av ädellövskog. 